# Янг, Джон
Джон Уоттс Янг (англ. John Watts Young; 24 сентября 1930, Сан-Франциско, Калифорния, США — 5 января 2018, Хьюстон, Техас, США) — астронавт США. Капитан 1 ранга ВМФ США в отставке.
Джон Янг — член «второй группы астронавтов» и первый из них, кто полетел в космос, сначала в качестве второго пилота «Джемини-3». Второй полёт он совершил в качестве командира «Джемини-10». Джон Янг был во второй тройке астронавтов, вышедших на орбиту вокруг Луны. Он второй человек из трёх, слетавших к Луне дважды, но первый из двух, кто при втором полёте успешно высадился на Луну (Джеймс Ловелл не смог высадиться из-за аварии «Аполлона-13»). Джон Янг — девятый астронавт, ступивший на поверхность Луны, и один из трёх человек, водивших по её поверхности лунный автомобиль. Он первый командир корабля «Спейс Шаттл» STS-1. Янг — первый человек, совершивший пятый (1981) и шестой (1983) космический полёт. В шестом полёте он руководил первым в мире экипажем из шести человек STS-9. Он также первый и единственный человек, управлявший космическими аппаратами четырёх разных типов — «Джемини», командный модуль «Аполлона-10», лунный модуль «Аполлона-16» и «Спейс Шаттл». Предыдущие рекордсмены: Джеймс Ловелл – четыре полёта (1970 год), Уолтер Ширра – три полёта на трёх разных кораблях (1968 год) и Владимир Комаров – два полёта на двух разных кораблях (1967 год). Быстрая смена рекордов обусловливалась космической гонкой; поколения кораблей менялись быстро, а полёты были короткие и частые, но в миссии всё нарастающей сложности, тем более в лунные экспедиции и на испытания новых кораблей, предпочитали брать опытных космонавтов.
Всё это делает Джона Янга человеком с самой яркой и многогранной космической карьерой в истории. Кроме того, он дольше всех прослужил в НАСА — 42 года.

## Образование и воинская служба
Джон Янг окончил школу в Орландо, Флорида. В 1952 году он с отличием окончил Технологический институт Джорджии и получил степень бакалавра самолётостроения. После годичной службы в Военно-морских силах США офицером пункта управления огнём на эсминце он научился летать на авиастанции учебного командования авиации ВМС в Пенсаколе, овладев управлением палубным вертолётом. В июне 1954 Янг поступил в школу повышенной подготовки на авиастанции Корпус-Кристи и с января 1955 служил пилотом палубных истребителей в 103-й истребительной эскадрилье.
В феврале 1959 был направлен в школу лётчиков-испытателей на авиастанции Пэтьюксент-Ривер, и в последующие три года служил в Лётно-испытательном центре ВМС США. Испытывая новый истребитель McDonnell Douglas F-4 Phantom II, в феврале—апреле 1962 года Янг поставил два мировых рекорда по скорости набора высоты, утверждённых ФАИ.

## Астронавт
В сентябре 1962 года Джон Янг был отобран во вторую группу астронавтов США.

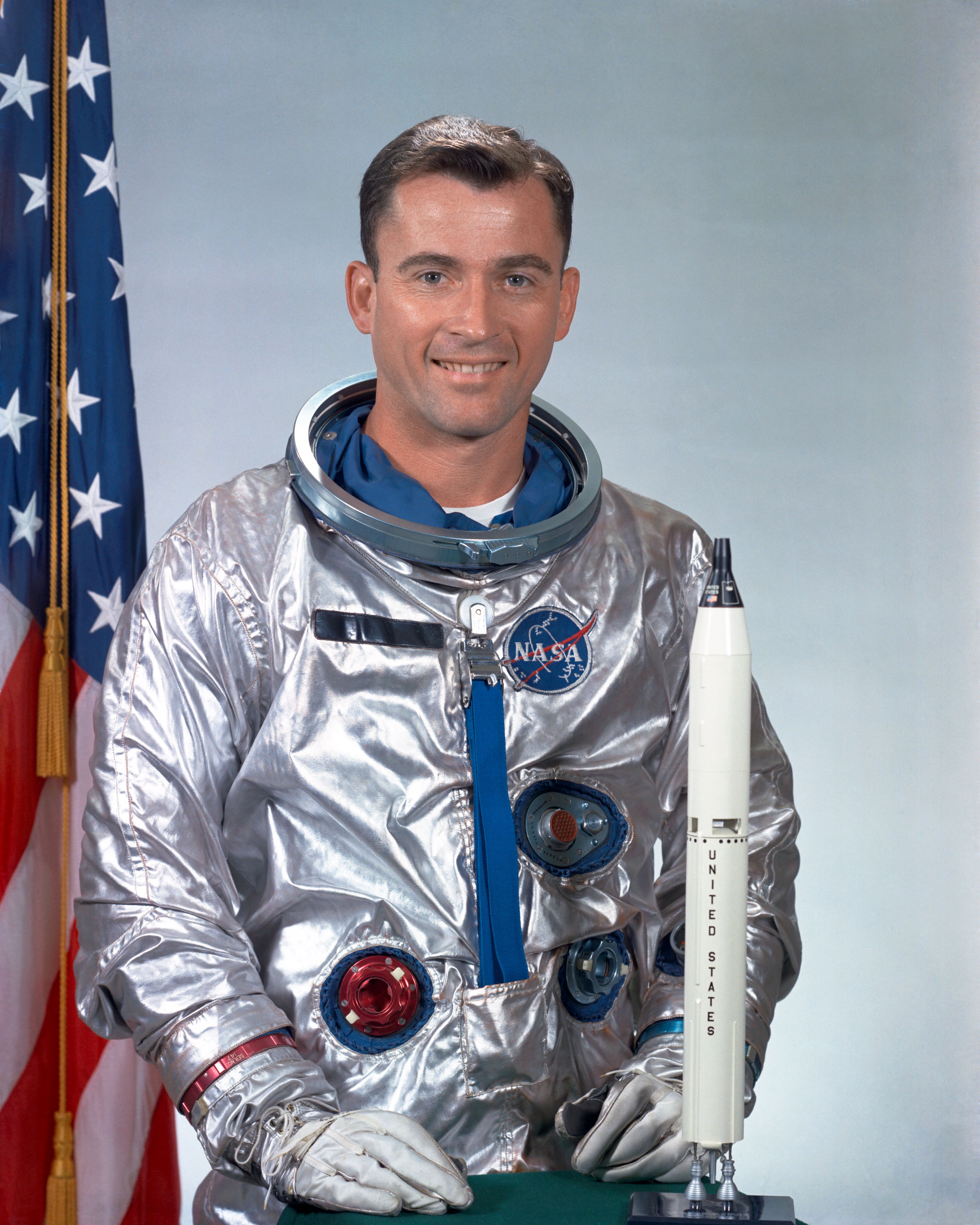
Джон Янг в 1964 году

### «Джемини»
Первый космический полёт Джон Янг совершил совместно с Вирджилом Гриссомом на космическом корабле «Джемини-3» 23 марта 1965 года. Это был первый пилотируемый полёт американского двухместного корабля по программе «Джемини». При возвращении на землю астронавтов ждал неприятный сюрприз: корабль отклонился от заданной траектории и приводнился в 84 километрах от расчётной точки. Море было неспокойным, а нашли их только через полчаса. Несмотря на всю предполётную подготовку, астронавты на себе испытали, что такое морская болезнь.
Янг стал первым астронавтом, который пронёс на борт космического корабля несанкционированный предмет, ставший скандально известным сэндвич с солониной. Попробовав немного, астронавты его не доели и убрали, опасаясь хлебных крошек в невесомости.
Второй полёт Янг совершил в качестве командира Джемини-10, 18—21 июля 1966 года. В полёте оценивались риски радиационного облучения (апогей орбиты достигал рекордных 763 км), впервые в ходе программы «Джемини» были осуществлены два сближения с двумя разными ракетами-мишенями «Аджена» и стыковка с одной из них, пилот Майкл Коллинз совершил два выхода в открытый космос.

### «Аполлон»
Во время третьего полёта, 18—26 мая 1969 года, Янг был пилотом командного модуля «Аполлона-10». Это был второй полёт по программе «Аполлон» с выходом на окололунную орбиту. В полёте проводилась генеральная репетиция высадки на Луну. Янг стал первым человеком, летавшим вокруг Луны в одиночку. Он оставался в командном модуле «Аполлона-10» (позывной «Чарли Браун»), а Томас Стаффорд и Юджин Сернан отрабатывали манёвры посадки в лунном модуле (позывной «Снупи»), снижаясь до высоты 14 километров от поверхности Луны. При возвращении на Землю экипаж установил рекорд скорости. Перед вхождением в плотные слои атмосферы скорость командного модуля достигла 39 897 км/ч. Янг был награждён за этот полёт медалью НАСА «За выдающиеся заслуги» в 1969 году.
В четвёртом полёте, 16—27 апреля 1972 года, Джон Янг был командиром экипажа корабля «Аполлон-16». Это была пятая экспедиция по программе «Аполлон» с высадкой на поверхность Луны. 20 апреля 1972 года Джон Янг ступил на поверхность Луны (за этот полёт Янг получил вторую медаль «За выдающиеся заслуги»). Он стал вторым (после Ловелла) человеком из трёх, дважды летавших к Луне, но при этом первым, кто при втором полёте удачно на неё высадился.

### «Спейс Шаттл»

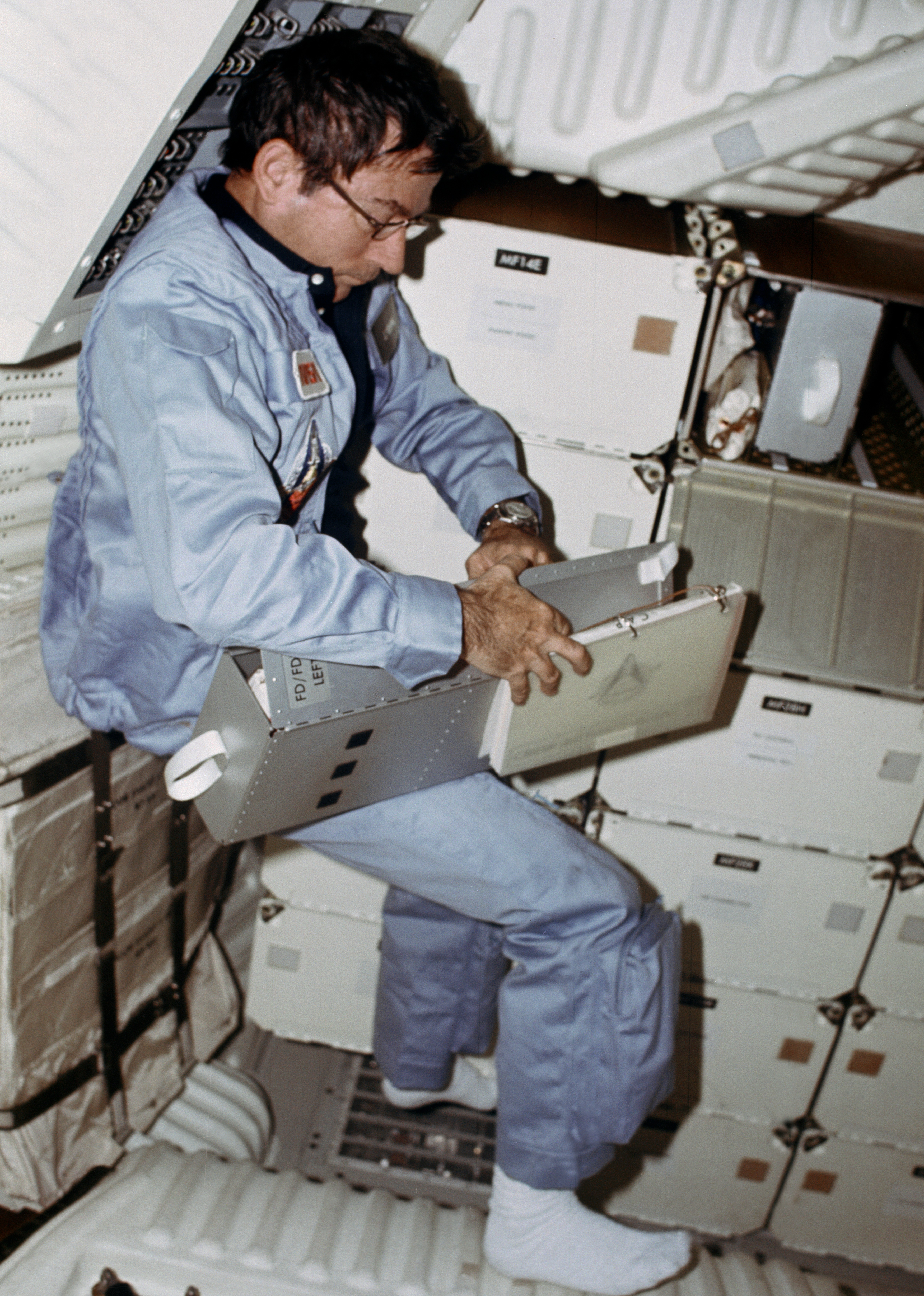
Командир «Шатла» в полёте, 1981

12—14 апреля 1981 года состоялся первый пилотируемый полёт STS-1 по программе «Спейс Шаттл». Джон Янг был командиром шаттла «Колумбия». Это был пятый полёт Джона Янга в космос. Таким образом, Янг стал первым астронавтом, который пять раз летал в космос. К тому же это был первый пилотируемый полёт «шаттла». Полёт был довольно рискованным, поскольку впервые в истории мировой космонавтики пробных беспилотных полётов корабля нового типа не было. За эту миссию Янг был награждён Космической медалью почёта конгресса США — высшей наградой, которую может получить астронавт. Его партнёр по этому полёту Роберт Криппен получил такую же награду лишь к 25-летнему юбилею полёта в 2006 году.
28 ноября— 8 декабря 1983 года состоялся шестой и последний полёт Джона Янга в космос в качестве командира шаттла «Колумбия» (STS-9). В составе экипажа был первый астронавт из ФРГ — Ульф Мербольд, первый иностранный астронавт на космическом корабле США. Джон Янг стал первым астронавтом, который шесть раз летал в космос. Вдобавок он командовал первым в мире экипажем из 6 человек.

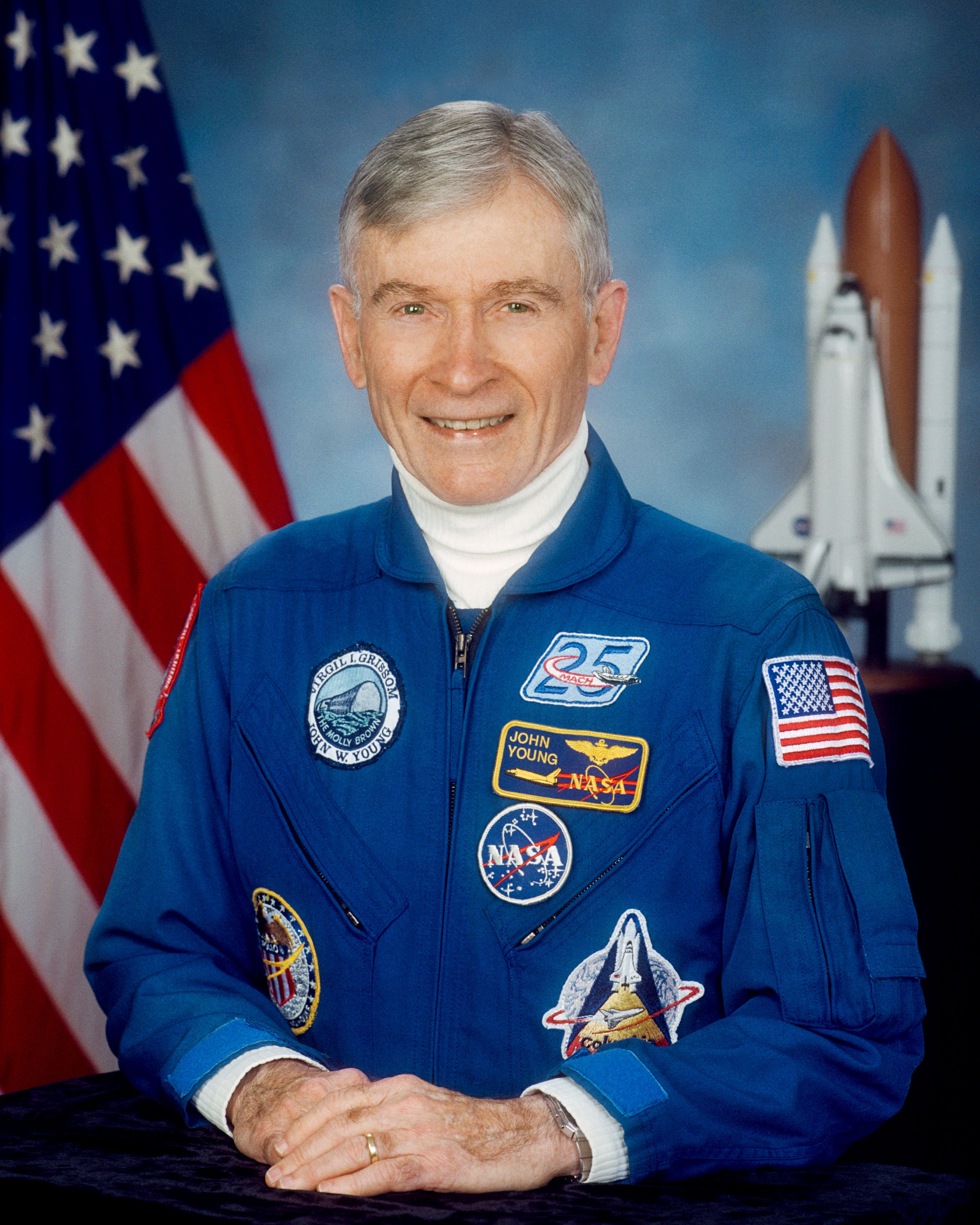
Джон Янг в 2002 году

Готовился к седьмому полёту, в котором под его командованием шаттл «Атлантис» в экспедиции STS-61-J, запланированной на 18 августа 1986 года, должен был доставить на орбиту космический телескоп «Хаббл». Однако катастрофа «Челленджера» в январе 1986 перечеркнула все планы, полёты «Шаттлов» были приостановлены на несколько лет, телескоп попал на орбиту только в 1990, а сам Янг больше в космос не летал. Возможно, причина тому — резкая критика Янгом руководства НАСА по поводу катастрофы.
С января 1974 года по май 1987 года Джон Янг служил руководителем бюро астронавтов НАСА. С мая 1987 по февраль 1996 года — помощником директора Космического центра им. Джонсона НАСА. В феврале 1996 года Джон Янг становится техническим директором в Космическом центре им. Джонсона. В декабре 2004 года, после 42-летней службы в НАСА, Джон Янг вышел на пенсию.
В общей сложности Джон Янг имел более 15 100 часов налёта на различных летательных аппаратах.

## Достижения
| Космические полёты Джона Янга                | Космические полёты Джона Янга | Космические полёты Джона Янга | Космические полёты Джона Янга | Космические полёты Джона Янга |
| №                                            | Дата запуска                  | КК                            | Функции                       | Продолжительность             |
| -------------------------------------------- | ----------------------------- | ----------------------------- | ----------------------------- | ----------------------------- |
| 1                                            | 23 марта 1965                 | «Джемини-3»                   | Второй пилот                  | 4 часа 53 мин                 |
| 2                                            | 18 июля 1966                  | «Джемини-10»                  | Командир                      | 70 часов 47 мин               |
| 3                                            | 18 мая 1969                   | «Аполлон-10»                  | Пилот Командного модуля       | 192 часа 3 мин                |
| 4                                            | 16 апреля 1972                | «Аполлон-16»                  | Командир                      | 265 часов 51 мин              |
| 5                                            | 12 апреля 1981                | «Колумбия», STS-1             | Командир                      | 54 часа 21 мин                |
| 6                                            | 28 ноября 1983                | «Колумбия», STS-9             | Командир                      | 247 часов 47 мин              |
| Суммарное время в космосе — 835 часов 42 мин |                               |                               |                               |                               |

- Первый пилотируемый полёт по программе «Джемини» («Джемини-3»).
- Первый пилотируемый полёт «Спейс Шаттл» «Колумбия». Командир первого шаттла.
- Девятый астронавт, ступивший на поверхность Луны.
- Второй из трёх астронавтов (после Ловелла), дважды летавших к Луне, но первый из двух (перед Сернаном), кто во втором полёте прилунился — «Аполлон-16».
- Первый человек, совершивший пять космических полётов.
- Первый человек, совершивший шесть космических полётов. Два последовательных рекорда по числу полётов вряд ли теперь можно повторить и тем более — превзойти.
- Первый и последний человек, летавший на 4 разных типах кораблей. Рекорд выглядит теперь недостижимым.[источник не указан 1816 дней]
- Командир 4 экипажей в трёх различных космических программах — Джемини, Аполлон и дважды — Шаттл. Этот его рекорд превзошёл только Владимир Джанибеков, который был командиром во всех пяти своих полётах.
- Командир первого в мире экипажа из 6 человек, включавшего первого на корабле США иностранца — Колумбия STS-9.
- Сделано витков вокруг Земли — 251.
- Витков вокруг Луны — 59 (примерно).
- Пребывание на Луне — 71 час 2 мин.
- В открытом космосе — 20 часов 14 мин (три выхода на Луну).

Американский астронавт Джерри Росс, первый из двух жителей Земли, совершивших 7 космических полётов, перед своим седьмым полётом заявил, что Янг — его кумир, и никто, по его словам, Янга не превзойдёт: 
«John Young is my hero. There is not anyone that will be able to surpass what John Young has been able to achieve.»
В свою очередь, Янг к падению своего рекорда отнёсся философски. В одном интервью он сказал: «Рекорды существуют для того, чтобы их побивали. Я очень горд стариной Джерри. Он умеет работать. (…) Прекрасно, что люди начинают летать в космос чаще, чем мы привыкли».
Джон Янг скончался 5 января 2018 года в Хьюстоне от последствий пневмонии.

## Награды
- Включён в Зал славы астронавтов.
- Телевизионная премия «Эмми» за космические съёмки[англ.] во время миссии «Аполлон-10» (9 июня 1969, вместе с Томасом Стаффордом и Юджином Сернаном).